# مقاطعة لونغ (جورجيا)
مقاطعة لونغ (بالإنجليزية: Long County)‏ هي إحدى المقاطعات في ولاية جورجيا في الولايات المتحدة الأمريكية.